# Cinta dalam Sepotong Roti
Pour plus de détails, voir Fiche technique et Distribution.
Cinta dalam Sepotong Roti (L'amour est une tranche de pain en indonésien) est un film indonésien réalisé par Garin Nugroho, sorti en 1991.

## Synopsis
Mayang, Harris et Topan sont amis depuis l'enfance. Mayang travaille pour un magazine féminin et a épousé Harris, tandis que Topan est célibataire et photographe. Quand Mayang et Harris partent en vacances pour travailler sur leurs problèmes de couple, ils invitent Topan à venir avec eux. Au cours du voyage, les problèmes des trois amis se révèlent. Les difficultés sexuelles de Harris sont dues à un trauma de son passé, et les efforts de Mayang pour le comprendre et l'aider échouent. Et Topan est resté amoureux de Mayang depuis leur enfance.

## Distribution
- Adjie Massaid : Harris
- Monica Oemardi : Lala
- Tio Pakusadewo : Topan
- Rizky Erzet Teo : Mayang

## Récompenses
- Festival du film indonésien 1991 : prix du meilleur film, meilleure direction artistique pour Sapto Busono, meilleur montage pour Arturo GP, meilleure musique pour Dwiki Darmawan, meilleure photographie pour M Soleh Ruslani[3]